# 대사 회의
대사회의(영어:Conference of Ambassadors)는 1차세계대전이 끝난 후 협상국의 조직이였다 1920년 파리에서 결성, 최고 전쟁 위원회를 계승했다. 
1925년 로카르노 조약 이후 활동적이지 않았으며 1931년 또는 1935년 공식적으로 존재하지 않게 되었다

회의는 파리주재 영국, 이탈리아, 일본 대사와 프랑스 외무장관으로 구성되었고 미국은 베르사유 조약의 공식 당사국이 아니기 때문에 대사가 참관인 자격으로 참석하였다
1. ↑  Osmańczyk, Edmund Jan (2003). 《Encyclopedia of the United Nations and International Agreements: A to F》 (영어). Taylor & Francis. ISBN 978-0-415-93921-8.

## 같이 보기
- 위임통치령